# Benidoleig
Benidoleig è un comune spagnolo situato nella comunità autonoma Valenciana.

## Amministrazione

### Gemellaggi
- Avigliano Umbro, Italia;